# لاتین‌نویسی ییل برای ماندارین
لاتین‌نویسی ییل برای ماندارین عبارت است از سامانه ای برای نوشته سازی آواهای چینی استاندارد بر پایهٔ زبان ماندارین و گوناگونی‌های آن که درون و پیرامون پکن افراد با آن سخن می‌گویند. این کار نخستین بار از سوی جورج کندی زبان‌شناس دانشگاه ییل برای یک واحد درسی آموزش چینی به سربازان آمریکایی در ۱۹۴۳ آغاز شد. در این سامانه تلاش شده تا آواهای چینی را با استفاده از حروف انگلیسی تبدیل به نوشتار کنند تا یادگیری آن‌ها برای انگلیسی زبانان آسان‌تر باشد.